# Ginawa
Ginawa – wieś w Polsce położona w województwie zachodniopomorskim, w powiecie łobeskim, w gminie Węgorzyno, w sołectwie Wiewiecko, przy drodze krajowej nr 20 Stargard - Drawsko Pomorskie - Gdynia.
W latach 1946–1998 miejscowość administracyjnie należała do województwa szczecińskiego.

## Zabytki
- park dworski, pozostałość po dworze[4].
- zabytkowy kościół z 1782 roku pw. św. Anny (wpisany do Rejestru Zabytków Wojewódzkiego Konserwatora Zabytków w Szczecinie w dniu 12.09.1958 roku pod numerem: 336), zbudowany metodą ryglową czyli tzw. pruskim murem. Do kościoła przylega drewniana dzwonnica, prawdopodobnie dobudowana nieco później. W 2009 roku zakończyły się prace konserwatorsko-remontowe. Przy kościele znajdował się cmentarz. Do dziś zachowało się kilka żeliwnych krzyży nagrobkowych.